# 百々町 (岡崎市)
百々町（どうどちょう）は、愛知県岡崎市岩津地区の町名。丁番を持たない単独町名であり、9つの小字が設置されている。

## 地理
岡崎市の北西部に位置する。

### 河川
- 前田川

### 小字
| - 字青木（あおき） - 字池ノ入（いけのいり） - 字川田（かわだ） | - 字七社（しちしゃ） - 字西平（にしひら） - 字信義（のぶよし） | - 字東側（ひがしがわ） - 字堀合（ほりあい） - 字四ツ谷（よつや） |

## 世帯数と人口
2019年（令和元年）5月1日現在の世帯数と人口は以下の通りである。
| 町丁   | 世帯数  | 人口    |
| ------ | ------- | ------- |
| 百々町 | 770世帯 | 1,827人 |

### 人口の変遷
国勢調査による人口の推移
| 1995年（平成7年）  | 2,268人 | [ 5 ] |  |
| 2000年（平成12年） | 2,198人 | [ 6 ] |  |
| 2005年（平成17年） | 2,057人 | [ 7 ] |  |
| 2010年（平成22年） | 2,042人 | [ 8 ] |  |
| 2015年（平成27年） | 1,891人 | [ 9 ] |  |

## 小・中学校の学区
市立小・中学校に通う場合、学区は以下の通りとなる。
| 番・番地等 | 小学校               | 中学校             |
| ---------- | -------------------- | ------------------ |
| 全域       | 岡崎市立大樹寺小学校 | 岡崎市立岩津中学校 |

## 歴史
額田郡百々村を前身とする。百々村を拠点とし松平氏に仕えた青山氏の居城百々城跡が残っている。また町内に古墳が多数存在する。

### 町名の由来
青木川が流れる音（擬音）「どど」によるとされる。

### 沿革
- 1889年（明治22年）10月1日 - 町村制施行・合併に伴い、額田郡大樹寺村大字百々となる[12]。
- 1906年（明治39年）5月1日 - 合併に伴い、岩津村大字百々となる[12]。
- 1928年（昭和3年）5月1日 - 町制施行に伴い、岩津町大字百々となる[13]。
- 1955年（昭和30年）2月1日 - 岡崎市へ編入し、同市百々町となる[13]。
- 1978年（昭和53年）
  - 3月21日 - 一部が青木町・井ノ口新町・河原町・寿町・百々西町となる[13][14]。
  - 8月10日 - 一部が堂前町となる[13][14]。

### 史跡
- 百々城跡
- 西池ノ入第1-5号墳
- 東池ノ入第1-3号墳

## 交通
道路
- 愛知県道39号岡崎足助線
  - 足助街道
  - 青木橋通り
- 都市計画道路岡崎環状線
- 真福寺道
- 春日通り

## 施設
- 七所神社
- 百々公園
- 百々西公園
- 蒲郡信用金庫 岡崎北支店（2020年12月7日に堂前町から移転）[15]
- ドミー 百々店
- ドラッグスギヤマ 百々店

## ギャラリー
- ドミー 百々店
- 蒲郡信用金庫 岡崎北支店
- 百々公園
- 七所神社
- 西池ノ入1号古墳

## その他

### 日本郵便
- 郵便番号 : 444-2115[3]（集配局：岩津郵便局[16]）。

## 参考資料
- 「角川日本地名大辞典」編纂委員会 編『角川日本地名大辞典 23 愛知県』角川書店、1989年3月8日。ISBN 4-04-001230-5。
- 有限会社平凡社地方資料センター 編『日本歴史地名体系第23巻 愛知県の地名』平凡社、1981年。ISBN 4-582-49023-9。
- 新編岡崎市史編さん委員会 編『新編岡崎市史 総集編 20』1993年。